# Asociación Cristiana de Mujeres Jóvenes

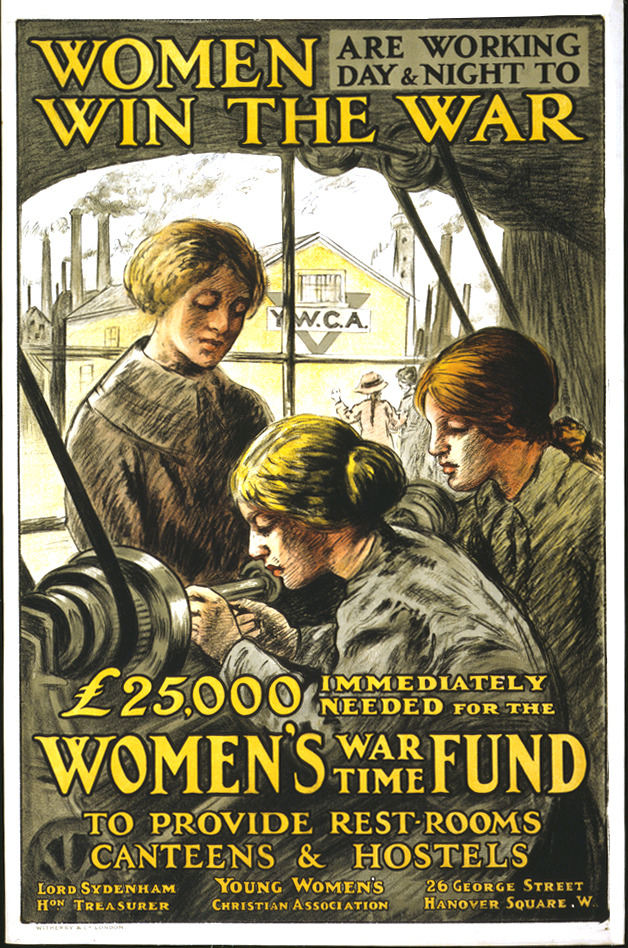
Mujeres de YWCA durante la Primera Guerra Mundial.

La Asociación Cristiana de Mujeres Jóvenes  más conocida por sus singlas en inglés YWCA (Young Women's Christian Association) es una organización sin fines de lucro con un enfoque en empoderamiento, liderazgo y derechos de las mujeres, jóvenes y niñas en más de 100 países. La YWCA es una organización que fue creada con fundamentos cristianos pero que no discrimina por motivos religiosos, raciales o de género. La YWCA remonta sus orígenes a la iniciativa y el liderazgo de dos mujeres en Inglaterra en 1855.Hoy en día la organización matriz está localizada en Ginebra, Suiza, y tiene delegaciones por todo el mundo, con ligeras variaciones en sus programas.

### Historia[1]
La Historia de la YWCA tiene sus comienzos desde 1855, cuando la filántropa la Dama Mary Jane Kinnaird fundó el Hogar de Enfermeras del Norte de Londres que viajaban hacia y desde la Guerra de Crimea. Se enfocaban en las necesidades de mujeres solteras que llegaban desde las áreas rurales para unirse a la fuerza laboral industrial en Londres, ofreciéndoles casa, educación y apoyo. La organización de Kinnaird se fusionó con la Unión de Oración (Prayer Union) comenzada por la evangelista Emma Robarts en 1877.
En 1884, la YWCA fue reestructurada. Hasta entonces, Londres tenía una organización separada, y desde ese momento fue una sola organización de la YWCA. Esta organización distribuía literatura y textos cristianos y también entrevistaba a mujeres jóvenes en un esfuerzo para mejorar sus condiciones de vida. En 1884, comenzaron a trabajar con mujeres pescadoras de Escocia publicando su propia revista y manejando un restaurante de mujeres en Londres.
La YWCA Mundial se fundó como tal en 1894, con Estados Unidos de América, Gran Bretaña, Noruega y Suecia como sus madres fundadoras. 
La primera Asamblea General de la YWCA tuvo lugar en Londres en 1898, con 326 participantes de 77 países de alrededor del mundo.

### YWCAs alrededor del mundo
La YWCA tiene presencia en más de 100 países de 8 regiones con más de 130,000 voluntarias alrededor del mundo. 
Las YWCAs varían en tamaño y programación. Muchas YWCAs operan como entidades independientes a un nivel local y perteneces a su YWCA nacional como parte de un modelo de membresías. El movimiento de la YWCA esta fundado en comunidades locales, con programas dirigidos por mujeres para mujeres en respuesta a las necesidades únicas de sus comunidades. 

#### Europa
La YWCA Europea incluye YWCAs nacionales de Bielorrusia, Dinamarca, Gran Bretaña, Noruega, Rumania y más. La YWCA Europea es una entidad legalmente registrada, la cual funciona como una organización sombrilla para las YWCAs nacionales de los países del continente. 

#### Medio Oriente
Las YWCAs de la región del medio oriente son Egipto, Jordania, Líbano y Palestina. 

#### África
Existen más de 20 YWCAs nacionales sirviendo a las comunidades alrededor de la región de África, incluyendo Burkina Faso, Sudáfrica y Togo. 

#### Asia
Sophia Cooke estableció la Asociación de Mujeres Jóvenes Cristianas en Singapur en 1875. En la actualidad la YWCA tiene presencia en varios países de Asia, entre ellos Bangladés, China, India, Corea del Sur, Nepal, Taiwán y Tailandia. 

#### América Latina
YWCAs de América Latina incluyen Puerto Rico, Bolivia Argentina, Belice, Bolivia, Chile, Colombia y Honduras.